# Fussballclub Schaan
O Fussballclub Schaan é um clube de futebol de Liechtenstein, sediado em Schaan. Atualmente está na Divisão 4 do Campeonato Suíço de Futebol.
Seu estádio próprio é o Sportanlage Rheinwiese, que possui capacidade para abrigar 1.500 torcedores. As cores do clube são o azul e o branco.
O time-reserva chama-se Schaan Azzurri, e divide os campos das categorias de base com o FC Vaduz, maior clube do principado.

## História
O clube foi fundado em 1949. Venceu a Taça do Liechtenstein 3 vezes, em 1955, 1963 e 1994, além de ter obtido 11 vice-campeonatos. Em nível continental, disputou apenas uma edição da Liga dos Campeões da UEFA, em 1994–95, quando a competição ainda chamava-se Taça dos Clubes Vencedores de Taças. Enfrentou os búlgaros do Pirin Blagoevgrad na primeira fase de classificação, sendo eliminado por 4 a 0 no placar agregado.

## Títulos
Taça do Liechtenstein: 3
1955, 1963, 1994